# Episodi di Gunsmoke (terza stagione)
La terza stagione della serie televisiva Gunsmoke è andata in onda negli Stati Uniti dal 14 settembre 1957 al 7 giugno 1958 sulla CBS.
| nº | Titolo originale     | Prima TV USA      | Titolo italiano | Prima TV Italia |
| -- | -------------------- | ----------------- | --------------- | --------------- |
| 1  | Crack-Up             | 14 settembre 1957 |                 |                 |
| 2  | Gun for Chester      | 21 settembre 1957 |                 |                 |
| 3  | Blood Money          | 28 settembre 1957 |                 |                 |
| 4  | Kitty's Outlaw       | 5 ottobre 1957    |                 |                 |
| 5  | Potato Road          | 12 ottobre 1957   |                 |                 |
| 6  | Jesse                | 19 ottobre 1957   |                 |                 |
| 7  | Mavis McCloud        | 26 ottobre 1957   |                 |                 |
| 8  | Born to Hang         | 2 novembre 1957   |                 |                 |
| 9  | Romeo                | 9 novembre 1957   |                 |                 |
| 10 | Never Pester Chester | 16 novembre 1957  |                 |                 |
| 11 | Fingered             | 23 novembre 1957  |                 |                 |
| 12 | How to Kill a Woman  | 30 novembre 1957  |                 |                 |
| 13 | Cows and Cribs       | 7 dicembre 1957   |                 |                 |
| 14 | Doc's Reward         | 14 dicembre 1957  |                 |                 |
| 15 | Kitty Lost           | 21 dicembre 1957  |                 |                 |
| 16 | Twelfth Night        | 28 dicembre 1957  |                 |                 |
| 17 | Joe Phy              | 4 gennaio 1958    |                 |                 |
| 18 | Buffalo Man          | 11 gennaio 1958   |                 |                 |
| 19 | Kitty Caught         | 18 gennaio 1958   |                 |                 |
| 20 | Claustrophobia       | 25 gennaio 1958   |                 |                 |
| 21 | Ma Tennis            | 1º febbraio 1958  |                 |                 |
| 22 | Sunday Supplement    | 8 febbraio 1958   |                 |                 |
| 23 | Wild West            | 15 febbraio 1958  |                 |                 |
| 24 | The Cabin            | 22 febbraio 1958  |                 |                 |
| 25 | Dirt                 | 1º marzo 1958     |                 |                 |
| 26 | Dooley Surrenders    | 8 marzo 1958      |                 |                 |
| 27 | Joke's on Us         | 15 marzo 1958     |                 |                 |
| 28 | Bottleman            | 22 marzo 1958     |                 |                 |
| 29 | Laughing Gas         | 29 marzo 1958     |                 |                 |
| 30 | Texas Cowboys        | 5 aprile 1958     |                 |                 |
| 31 | Amy's Good Deed      | 12 aprile 1958    |                 |                 |
| 32 | Hanging Man          | 19 aprile 1958    |                 |                 |
| 33 | Innocent Broad       | 26 aprile 1958    |                 |                 |
| 34 | The Big Con          | 3 maggio 1958     |                 |                 |
| 35 | Widow's Mite         | 10 maggio 1958    |                 |                 |
| 36 | Chester's Hanging    | 17 maggio 1958    |                 |                 |
| 37 | Carmen               | 24 maggio 1958    |                 |                 |
| 38 | Overland Express     | 31 maggio 1958    |                 |                 |
| 39 | The Gentleman        | 7 giugno 1958     |                 |                 |

## Crack-Up
- Prima televisiva: 14 settembre 1957
- Diretto da: Ted Post
- Scritto da: John Meston

### Trama
- Guest star: Jean Vaughn (ragazza), Howard Culver (Howie Uzzell), Preston Hanson (Jess), Jess Kirkpatrick (Mr. Teeters), John Dehner (Nate Springer), Brick Sullivan (barista)

## Gun for Chester
- Prima televisiva: 21 settembre 1957
- Diretto da: Louis King
- Soggetto di: John Meston

### Trama
- Guest star: George Selk (Moss Grimmick), Howard Culver (impiegato dell'hotel), Thomas Coley (Asa Ledbetter), Clayton Post (uomo)

## Blood Money
- Prima televisiva: 28 settembre 1957
- Diretto da: Louis King
- Soggetto di: John Meston

### Trama
- Guest star: Vinton Hayworth (Harry Spencer), George Selk (Moss Grimmick), Lawrence Green (Smith), James Dobson (Joe Sharpe), Robert Nash (Grant), Allan Nixon (Adams)
- Questo episodio non va confuso con un episodio omonimo della tredicesima stagione.

## Kitty's Outlaw
- Prima televisiva: 5 ottobre 1957
- Diretto da: Andrew V. McLaglen
- Scritto da: John Meston

### Trama
- Guest star: Chris Alcaide (cowboy), Dabbs Greer (Wilbur Jonas), Ainslie Pryor (Cole Yankton), Howard Culver (impiegato dell'hotel), Jack Mann (uomo)

## Potato Road
- Prima televisiva: 12 ottobre 1957
- Diretto da: Ted Post
- Soggetto di: John Meston

### Trama
- Guest star: Robert F. Simon (Pa Grilk), Jeanette Nolan (Ma Grilk), Morgan Woodward (Calhoun), Tom Pittman (Budge Grilk)

## Jesse
- Prima televisiva: 19 ottobre 1957
- Diretto da: Andrew V. McLaglen
- Soggetto di: John Meston

### Trama
- Guest star: Edward Binns (Bill Stapp), George Brenlin (Jesse Pruett), James Maloney (Karl)

## Mavis McCloud
- Prima televisiva: 26 ottobre 1957
- Diretto da: Buzz Kulik
- Soggetto di: John Meston

### Trama
- Guest star: Kelly Thordsen (Linc), Fay Spain (Mavis McCloud), Max Showalter (Barney Wales), Dan Sheridan (conducente della diligenza), Howard Culver (Howie Uzzell), Robert Cornthwaite (Lou Staley)

## Born to Hang
- Prima televisiva: 2 novembre 1957
- Diretto da: Buzz Kulik
- Soggetto di: John Meston

### Trama
- Guest star: Anthony Caruso (Hank), Wright King (Joe Digger), Mort Mills (Robie), Ken Lynch (Ed Glick), Dorothy Adams (Mrs. Glick)

## Romeo
- Prima televisiva: 9 novembre 1957
- Diretto da: Ted Post
- Soggetto di: John Meston

### Trama
- Guest star: Bill McGraw (Ab Drain), Bill Erwin (predicatore), Robert McQueeney (Pete Knight), Tyler McVey (Emmett Bowers), Robert Vaughn (Andy Bowers), Barry Kelley (Jake Pierce), Barbara Eden (Judy Pierce)

## Never Pester Chester
- Prima televisiva: 16 novembre 1957
- Diretto da: Richard Whorf
- Soggetto di: John Meston

### Trama
- Guest star: Woody Chambliss (Shiloh), Tom Greenway (Trevitt), Buddy Baer (Stobo), Gary Vinson (Jim), Paul Birch (boss)

## Fingered
- Prima televisiva: 23 novembre 1957
- Diretto da: James Sheldon
- Scritto da: John Meston

### Trama
- Guest star:

## How to Kill a Woman
- Prima televisiva: 30 novembre 1957
- Diretto da: John Rich
- Soggetto di: Sam Peckinpah

### Trama
- Guest star: Barry Atwater (Jesse Daggett), Jolene Brand (Young Bride), George Cisar (Whiskey Drummer), Robert Brubaker (Jim Buck), Pernell Roberts (Nat Pilcher), John Parrish (Old Rancher)

## Cows and Cribs
- Prima televisiva: 7 dicembre 1957
- Diretto da: Richard Whorf
- Soggetto di: John Meston

### Trama
- Guest star: Kathie Browne (Mrs. Thorpe), Anne Barton (Mrs. Nadler), Bartlett Robinson (Bowers), Dabbs Greer (Wilbur Jonas), Mabel Albertson (Ma Smalley), Val Avery (Joe Nadler), Jud Taylor (Ed Thorpe)

## Doc's Reward
- Prima televisiva: 14 dicembre 1957
- Diretto da: Richard Whorf
- Scritto da: John Meston

### Trama
- Guest star: Brick Sullivan (barista), Jack Lord (Myles Brandell / Nate Brandell), Netta Packer (signora), Bruce Wendell (Joe), Jean Fenwick (signora)

## Kitty Lost
- Prima televisiva: 21 dicembre 1957
- Diretto da: Ted Post
- Scritto da: John Meston

### Trama
- Guest star: Gage Clarke (Dobie), George Selk (Moss Grimmick), Brett King (Pete), Stephen Ellsworth (Pence), Warren Stevens (Rachmil)

## Twelfth Night
- Prima televisiva: 28 dicembre 1957
- Diretto da: John Rich
- Scritto da: John Meston

### Trama
- Guest star: James Griffith (Joth Monger), Rose Marie (Mrs. Monger), Dick Rich (coltivatore), William Schallert (Eben Hakes)

## Joe Phy
- Prima televisiva: 4 gennaio 1958
- Diretto da: Ted Post
- Scritto da: John Meston

### Trama
- Guest star: William Kendis (Carey Post), Paul Richards (Joe Phy), Kenneth Becker (cowboy), Morey Amsterdam (Cicero Grimes), Jack Reitzen (barista)

## Buffalo Man
- Prima televisiva: 11 gennaio 1958
- Diretto da: Ted Post
- Scritto da: John Meston

### Trama
- Guest star: Patricia Smith (Abby), Jack Klugman (Earl Ticks), John Anderson (Ben Siple), Abel Fernández (indiano)

## Kitty Caught
- Prima televisiva: 18 gennaio 1958
- Diretto da: Richard Whorf
- Scritto da: John Meston

### Trama
- Guest star: Pat Conway (Billy Gunter), John Compton (Blain), William Keene (Mr. Botkin), Bruce Gordon (Jed Gunter), Charles Tannen (cassiere in banca)

## Claustrophobia
- Prima televisiva: 25 gennaio 1958
- Diretto da: Ted Post
- Scritto da: John Meston

### Trama
- Guest star: Willard Sage (Dever), Joe Maross (Jim Branch), Jason Johnson (giudice), Lynn Shubert (Hank), Vaughn Taylor (Ollie Ridgers), James Winslow (Giles)

## Ma Tennis
- Prima televisiva: 1º febbraio 1958
- Diretto da: Buzz Kulik
- Scritto da: John Meston

### Trama
- Guest star: Corey Allen (Ben Tennis), Ron Hagerthy (Andy Tennis), Nina Varela (Ma Tennis)

## Sunday Supplement
- Prima televisiva: 8 febbraio 1958
- Diretto da: Richard Whorf
- Scritto da: John Meston

### Trama
- Guest star: Theodore Newton (sindaco), Eddie Little Sky (capo Little Hawk), Jack Weston (Samuel Spring), K. L. Smith (Karl), George Selk (Moss Grimmick), Werner Klemperer (Clifton Bunker), David Whorf (Jack)

## Wild West
- Prima televisiva: 15 febbraio 1958
- Diretto da: Richard Whorf
- Scritto da: John Meston

### Trama
- Guest star: Philip Bourneuf (Kelly), Phyllis Coates (Hattie Kelly), Robert Gist (Rourke), Paul Engle (Yorky Kelly), Murray Hamilton (Cutter)

## The Cabin
- Prima televisiva: 22 febbraio 1958
- Diretto da: John Rich
- Scritto da: John Meston

### Trama
- Guest star: Patricia Barry (Belle), Claude Akins (Hack), Harry Dean Stanton (Alvy)

## Dirt
- Prima televisiva: 1º marzo 1958
- Diretto da: Ted Post
- Soggetto di: John Meston

### Trama
- Guest star: June Lockhart (Crazy Beulah), Gail Kobe (Polly Troyman), Barry McGuire (Henry Troyman), Ian McDonald (Mr. Troyman), Tyler McVey, Wayne Morris (Nat Sieber)

## Dooley Surrenders
- Prima televisiva: 8 marzo 1958
- Diretto da: John Rich
- Scritto da: John Meston

### Trama
- Guest star: Strother Martin (Emmett Dooley), Ken Lynch (Colpitt), James Maloney (Faber), Ben Wright (Ross), George Selk (Moss Grimmick), James Nusser (Nelson)

## Joke's on Us
- Prima televisiva: 15 marzo 1958
- Diretto da: Ted Post
- Scritto da: John Meston

### Trama
- Guest star: Kevin Hagen (Bill Jennings), Virginia Gregg (Mrs. Tilman), Herbert Lytton (Tom Benson), Michael Hinn (Frank Tilman), Craig Duncan (Jim Duval), Weston Gavin (Clabe Tilman), Bartlett Robinson (Jake Kaiser)

## Bottleman
- Prima televisiva: 22 marzo 1958
- Diretto da: John Rich
- Scritto da: John Meston

### Trama
- Guest star: John Dehner (Tom Cassidy), Ross Martin (Dan Clell), Peggy McCay (Fiora Clell)

## Laughing Gas
- Prima televisiva: 29 marzo 1958
- Diretto da: John Rich
- Scritto da: James Fonda

### Trama
- Guest star: June Dayton (Mrs. Stafford), Val Benedict (Cloud Marsh), Dean Harens (Earl Stafford), Cyril Delevanti (vecchio), Jess Kirkpatrick (Mr. Teeters)

## Texas Cowboys
- Prima televisiva: 5 aprile 1958
- Diretto da: John Rich
- Scritto da: John Meston

### Trama
- Guest star: Clarke Gordon (Gil Choate), Ned Glass (Sam Peeples), John Mitchum (Bob), Allan "Rocky" Lane (Kin Talley), Stafford Repp (Hightower)

## Amy's Good Deed
- Prima televisiva: 12 aprile 1958
- Diretto da: John Rich
- Soggetto di: John Meston

### Trama
- Guest star: Lou Krugman (Emmett Gold), Jeanette Nolan (Amy Slater)

## Hanging Man
- Prima televisiva: 19 aprile 1958
- Diretto da: John Rich
- Scritto da: John Meston

### Trama
- Guest star: Zina Provendie (Cora Bell), Helen Kleeb (Mrs. Sawyer), K. L. Smith (Jim), Dick Rich (Hank), Robert Osterloh (Dan Dresslar), Luis Van Rooten (Mel Tucker)

## Innocent Broad
- Prima televisiva: 26 aprile 1958
- Diretto da: John Rich
- Soggetto di: John Meston

### Trama
- Guest star: Aaron Saxon (Joe Bassett), Myrna Fahey (Linda Bell), Ed Kemmer (Lou Paxton)

## The Big Con
- Prima televisiva: 3 maggio 1958
- Diretto da: John Rich
- Scritto da: John Meston

### Trama
- Guest star: Raymond Bailey (Shane), Alan Dexter (Hook), Gordon Mills (Varden), Joseph Kearns (banchiere Papp)

## Widow's Mite
- Prima televisiva: 10 maggio 1958
- Diretto da: Ted Post
- Scritto da: John Meston

### Trama
- Guest star: Katharine Bard (Ada Morton), Ken Mayer (Zack Morton), Marshall Thompson (Leach Fields)

## Chester's Hanging
- Prima televisiva: 17 maggio 1958
- Diretto da: Ted Post
- Scritto da: John Meston

### Trama
- Guest star: Walter Barnes (Jack Haney), Sam Edwards (Lee Binders), Charles Cooper (Jim Cando)

## Carmen
- Prima televisiva: 24 maggio 1958
- Diretto da: Ted Post
- Scritto da: John Meston

### Trama
- Guest star: Ray Teal (sergente Jones), Tommy Farrell (Atwood), Ruta Lee (Jennie Lane), Alan Gifford (maggiore Harris), Robert Patten (Nate Brand)

## Overland Express
- Prima televisiva: 31 maggio 1958
- Diretto da: Seymour Berns
- Scritto da: John Meston

### Trama
- Guest star: Alfred Hopson (Bill), James Gavin (Wells), Simon Oakland (Jim Nation), Peter Mamakos (Art Carp), Jan Arvan (capostazione), Clem Bevans (Fly), Jimmy Cross (Hank), Forrest Stanley (Griffin)

## The Gentleman
- Prima televisiva: 7 giugno 1958
- Diretto da: Ted Post
- Scritto da: John Meston

### Trama
- Guest star: Virginia Baker (Boni Damon), Henry Corden (maggiordomo), Timothy Carey (Tiller Evans), Jack Cassidy (Marcus France)